# گلودره
گلودره، روستایی از توابع بخش کوزران شهرستان کرمانشاه در استان کرمانشاه ایران است.

## جمعیت
این روستا در دهستان سنجابی قرار دارد و براساس سرشماری مرکز آمار ایران در سال ۱۳۸۵، جمعیت آن ۱۶۴ نفر (۳۶خانوار) بوده‌است.

## فامیلی های گلودره
- بزرگمهر،امیدی،بیگی،لرستانی،نظری،رگ و...